# Mimi Karlsen
Mimi Karlsen (født 23. januar 1957 i Maniitsoq
) er en grønlandsk lærer og politiker for Inuit Ataqatigiit. Hun er fra september 2023 formand for Grønlands parlament. Tidligere har hun haft adskillige ministerposter i Grønlands regering.

## Uddannelse og erhverv
Karlsen gik i skole i fødeby Maniitsoq fra 1964 til 1973, afbrudt af et år på Klemmensker Centralskole 1972-1973 før hun vendte tilbage til 
Atuarfik Kilaaseeraq de sidste to år. Hun er uddannet lærer på Grønlands Seminarium (Ilinniarfissuaq) 1976-1981 hvorfra hun også har et kursus i grønlandsk (1994-19955) og en diplomuddannelse i grønlandsk litteratur (2003-2006).
Hun var idrætslærer på Gerlev Idrætshøjskole 1975-1976 og lærer på Najugaqarfik Elisibannguaq (institution for voksne udviklingshæmmede) i 
Maniitsoq 1981-1984. Hun var rådgivningslærer for specialundervisning på Kuuttartup Atuarfia (folkeskole i Maniitsoq) 1984-1987, og lærer på Atuarfik Kilaaseeraq (folkeskole i Maniitsoq) 1987-1994, 1995-2009 og i 2012.

## Politisk karriere
Karlsen var medlem af kommunalbestyrelsen og viceborgmester i Maniitsoq Kommune 2005-2008, og efter kommunesammenlægningerne i 2009 har hun været medlem af kommunalbestyrelsen i Qeqqata Kommune.
Hun var minister for kultur, uddannelse, forskning og kirke i Regeringen Kuupik Kleist fra 12. juni 2009 til 11. marts 2011. Fra 11. marts 2011 til 5. april 2013 var hun minister for sociale anliggende, kultur, kirke og ligestilling.
Hendes område dækkede det grønlandske sprog.
Hun blev igen minister i Regeringen Múte Bourup Egede I hvor hun var minister for socialanliggender og arbejdsmarked fra 23. april 2021 til 4. april 2022. 23. november 2021 overtog hun også indenrigsanliggender fra Asii Chemnitz Narup.
I Regeringen Múte Bourup Egede II, som tiltrådte 5. april 2022, var hun først minister for børn, unge, familier og sundhed. 5. juni 2023 blev områderne børn, unge og familier overført til Aqqaluaq B. Egede, så Karlsen derefter udelukkende havde sundhedsområdet.
Hun forlod Grønlands regering 22. september 2023 da hun blev valgt til formand for Grønlands parlament.
Karlsen har været medlem af Inatsisartut siden valget i 2013.
I november 2024 modtog Mimi Karlsen fortjenstmedaljen Nersornaat i guld for sit engagerede politiske arbejde. Samme år fik hun Ridderkors af Dannebrogsordenen.

## Privatliv
Mimi Karlsen er gift med fiskeskipper Peter Lyberth og har fire børn.